# Afro-tv
Az Afro-tv (eredeti cím: Bamboozled) egy 2000-ben bemutatott amerikai szatirikus filmdráma, amit Spike Lee írt és rendezett. A produkció főszerepében Damon Wayans, Jada Pinkett Smith, Savion Glover, Michael Rapaport, Tommy Davidson és Mos Def.
Az Afro-tv premierje 2000. szeptember 18-án zajlott a Torontói Nemzetközi Filmfesztiválon. Az Egyesült Államokban október 6-án limitált, majd október 20-tól széles körben vetítették a mozikban. Magyarországon az HBO mutatta be a csatornáján 2014. november 21-én. A filmet Arany Medvére jelölték 2001-ben a Berlini Nemzetközi Filmfesztiválon.
Habár a 2000-es években a kezdeti fogadtatások nem voltak lelkesek, a 2020-as évekre a filmet újra felfedezték, és kultuszfilmmé nyilvánították az afro-amerikaiak filmtörténeti ábrázolásának szatirikus szemléletmódjáért.

## Cselekmény
Pierre a CNS csatornánál dolgozik, és állandó ellentétben áll főnökével, Thomasszal. Thomas lekezeli az afro-amerikaiakat, és visszautasítja Pierre minden forgatókönyvét, ami a fekete bőrűeket pozitív fénybe helyezi. Mivel Pierre-nek szerződése van a csatornával, kidolgoz egy ötletet, amivel elérheti a kirúgását. A forgatókönyvet afro-amerikai emberekről készíti, akik blackface-t (alapvetően fehér bőrűek feketére sminkelése) viselnek, rasszista vicceket mesélnek és sértő számítógépes sztereotípiákkal szerepelnek. A várakozások ellenére Thomasnak tetszik az ötlet, és a show nagy sikerré válik.
A két főszereplő, Manray és Womack híres sztárokká válnak, míg Pierre és asszisztense, Sloan próbálják hangsúlyozni, hogy szatírának készült a produkció. Ennek ellenére Pierre elismert szerzővé válik, amit el is fogad, míg Sloan megpróbál eltávolodni a műsortól, és hogy bármi köze van hozzá. Nem is kell hozzá sok, hogy a tartalom feldühítse a Mau Mau (wd) csoportot, akiknek élén Sloan bátyja áll, és elhatározzák, hogy erőszakkal fognak véget vetni a műsornak.
Womack megelégeli Manray nagy egóját, és kilép a programból, Sloan és Manray ezalatt közelebb kerülnek egymáshoz. Mikor Pierre nem tudja őket szétválasztani, kirúgja Sloant. Sloan bosszúból összeállít egy montázst a rasszista megnyilvánulásokból, hogy tönkretegye Pierre-t, de a férfi félvállról veszi. Manray kiábrándul a showból, mikor rájön, hogy csak kihasználják, ezért nem hajlandó többet blackface sminket viselni, és a közönség előtt önmagaként táncol a programban, amiért kirúgják.
A Mau Mau csoport elrabolja Manrayt, és bejelentik, hogy ki fogják őt végezni élő adásban. Bár a rendőrök nagy erőkkel keresik a csoport búvóhelyét, Manray meghal, miközben híres táncát járja. Halálhírére Pierre blackface sminket rak az arcára, és összetöri az antik holmikat az irodájában. A rendőrség ezalatt megtalálja a Mau Maukat, és mindenkit lelőnek, kivéve a csoport egyetlen fehér tagját, One-Sixteenth Blaket, aki követeli, hogy társaival együtt meg akar halni.
Sloan végső haragjában fegyvert fog Pierre-re, és lejátszatja vele a montázst. A felvételen kiderül, hogy Sloan a filmtörténet összes afro-amerikai ábrázolását begyűjtötte. Pierre el akarja venni tőle a fegyvert, de a dulakodás alatt hasba lövik, és elterül a padlón. Sloan elmenekül, Pierre pedig a földön fekve nézi tovább a montázst, aminek utolsó kockái Manray-t mutatják, ahogy karakterét alakítja.

## Szereplők
| Szerep                    | Színész                 | Magyar hangja   |
| ------------------------- | ----------------------- | --------------- |
| Pierre Delacroix          | Damon Wayans            | Kálid Artúr     |
| Manray "Mantan"           | Savion Glover           | Szabó Máté      |
| Sloan Hopkins             | Jada Pinkett Smith      | Bánfalvi Eszter |
| Womack                    | Tommy Davidson          | Géczi Zoltán    |
| Thomas Dunwitty           | Michael Rapaport        | Csőre Gábor     |
| Honeycutt                 | Thomas Jefferson Byrd   | Nagypál Gábor   |
| Junebug                   | Paul Mooney             | Faragó András   |
| Big Blak Afrika           | Mos Def                 | Galambos Péter  |
| Hard Blak                 | Craig Grant             | n.a             |
| Double Blak               | Gano Grills             | n.a             |
| Mo Blak                   | Canibus                 | n.a             |
| Smooth Blak               | Charli Baltimore        | Balogh Anna     |
| One-Sixteenth Blak        | MC Serch                | Mészáros Máté   |
| Starlet                   | Kim Director            | n.a             |
| The Alabama Porch Monkeys | The Roots               | n.a             |
| Önmaga                    | Al Sharpton tiszteletes | Albert Péter    |
| Önmaga                    | Matthew Modine          | n.a             |
| Önmaga                    | Mira Sorvino            | n.a             |

## Fogadtatás
Az Afro-tv vegyes kritikákat kapott. A Rotten Tomatoeson 53%-os minősítést szerzett 106 értékelés alapján, az összefoglaló szerint: „[...] túl nehézkes a szatírában, inkább kúsza és túlhajtott, mint harapós.” K. Austin Collins a Vanity Fairtől azt írta: „Merész, vibráló, nem meglepő módon rosszindulatú, de gyakran zseniális.” Andrew Sarris az Observertől azt írta: „Ha Lee úr úgy gondolta, hogy a fekete arcú szórakoztatást az általa ellenszenvesnek tartott jelenlegi fekete előadók metaforájaként hozza vissza, akkor elszámította magát.”
A MetaCriticsen 56 pontot ért el a 100-ból 39 vélemény alapján. Roger Ebert szerint a Chicago Sun Timestól: „Spike Lee rosszul mérte fel az anyagát és a közönségét. Nem talál sikeres módot arra, hogy kifejezze érzéseit, dühét és szatirikus pontjait.” David Wood a BBC-től azt írta: „Nem lehet kétségbe vonni Lee polémiájának erejét, sem az "Afro-tv" társadalmi és politikai megfigyeléseit, de mint filmalkotás, tagadhatatlanul hibás.” Ron Wells szerint a Film Threattől: „A rendező új remekműve szinte mindannak az összegzése, amit filmesként és a fekete kultúráról tanult, de nem érzi szükségét, hogy minden egyes tanulságért, amit át akar adni, fejbe verje a nézőket.”
Az Afro-tv a Box Office Mojo szerint közel 2 és fél millió dollár bevételt generált, a költségvetésről nincs információ.

## Fontosabb díjak és jelölések
| Esemény                          | Díj                         | Eredmény |
| -------------------------------- | --------------------------- | -------- |
| Berlini Nemzetközi Filmfesztivál | Arany Medve                 | Jelölve  |
| Nemzeti Filmkritikusok Köre, USA | Freedom of Expression Award | Elnyerte |